# Bob Nicholls

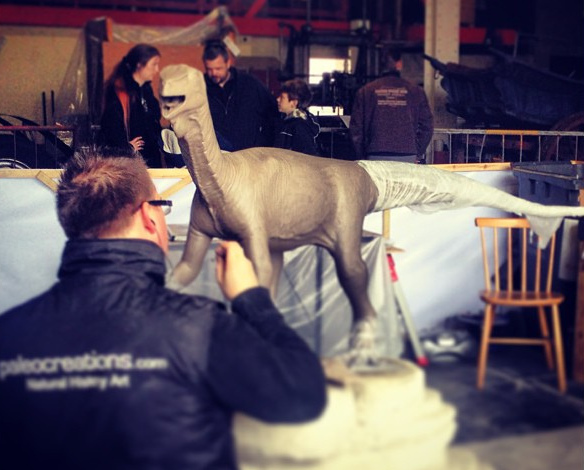
Bob Nicholls in seinem Studio bei Paleocreations

Robert (Bob) Nicholls (* 5. August 1975 in Gloucestershire, England) ist ein britischer Paläokünstler und Unternehmer.

## Leben
Nicholls begann schon vor seiner Schulzeit damit, prähistorische Tiere zu zeichnen. Bereits in jungen Jahren entschied er sich dafür, eine Karriere als Paläokünstler einzuschlagen. Seine Leidenschaft für Wildtiere, Paläontologie und Kunst diente als Quelle der Inspiration während seines gesamten Studiums. Im Jahr 1997 schloss er sein Bachelor-Studium in Visueller Kommunikation an der University of Central England (UCE) mit Auszeichnung ab, wobei seine Abschlussarbeit den Titel Image of a Dinosaur trug. Anschließend blieb er an der UCE, wo er im Jahr 1997 ein Postgraduiertendiplom in Visueller Kommunikation und 1999 mit der Abschlussarbeit Dinosaurs from the Inside Out einen Master of Arts in demselben Fachgebiet erwarb.

## Paleocreations
1999 gründete Nicholls das in Bristol ansässige Unternehmen Paleocreations, das sich auf die Erstellung anatomisch genauer 2D- und 3D-Rekonstruktionen prähistorischer Tiere, Pflanzen und Umgebungen spezialisiert hat. Die Tiere werden von innen nach außen rekonstruiert, von den Skelettstrukturen über die Anatomie der Weichteile bis hin zur äußeren Haut, dem Fell und den Federn, und können sowohl vorübergehend als auch dauerhaft ausgestellt werden. Nicholls’ Werke sind aktuell in fast 50 Museen, Institutionen und Aquarien in Europa, Asien, Australien und Nordamerika ausgestellt, darunter im Londoner Natural History Museum, im GeoCenter Møns Klint auf der dänischen Insel Møn, im National Museum Wales, in der University of Cambridge, im Hunterian Museum and Art Gallery und im MuSe – Museo delle Scienze in Trient. Er schuf Illustrationen für mehr als 40 naturgeschichtliche Bücher und produzierte Arbeiten für TV-Dokumentationen, darunter für die BBC, Icon Films und für den National Geographic Channel. Als aktives Mitglied der paläontologischen Community, ist Nicholls häufig Interviewpartner oder Gegenstand von wissenschaftlichen Journalismus. Er trug auch zu einer Reihe von wissenschaftlichen Arbeiten bei

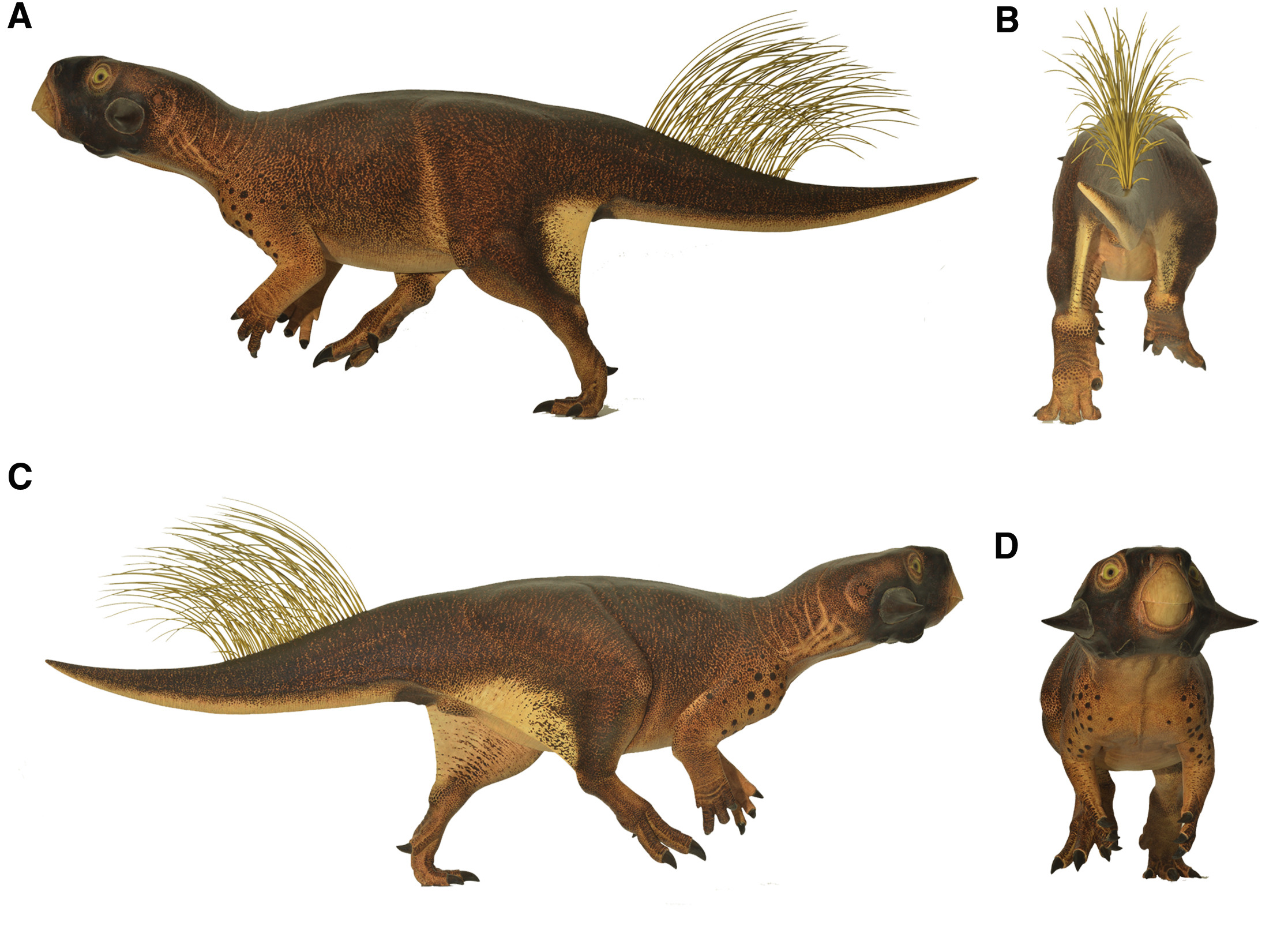
Psittacosaurus-Modell von Paläokünstler Robert Nicholls, basierend auf dem fossilen Beleg Nr. SMF R 4970. Linke Seitenansicht (A), hintere Ansicht (B), rechte Seitenansicht (C) und vordere Ansicht (D)

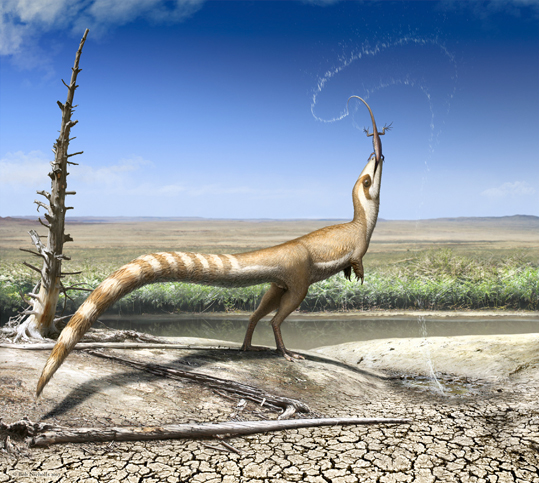
Rekonstruktion von Sinosauropteryx bei der Jagd auf Dalinghosaurus, von Bob Nicholls

Nicholls lebt mit seiner Frau und seinen Töchtern in Bristol.